# Râul Avaș
Râul Avaș este un curs de apă, afluent al râului Vașar. 

## Hărți
- Harta județului Covasna